# Arnfinn Nesset
Arnfinn Nesset (Trøndelag, 25 ottobre 1936) è un infermiere e serial killer norvegese, il più prolifico di tutta la Norvegia finora conosciuto. Ha avvelenato almeno 22 persone. Secondo la sua confessione sarebbero 138. Il suo profilo criminale appartiene alla categoria degli angeli della morte.

## L'Angelo della Morte della Norvegia

### Il caso
Nei primi mesi del 1981 alcuni giornalisti si accorsero che in una casa di riposo a Orkdal erano morti un numero impressionante di pazienti a ritmi rapidi. I sospetti caddero su un infermiere che lavorava nella casa di riposo, Arnfinn Nesset, visto che si potrà ricostruire che lo stesso avesse comprato una grossa scorta di un farmaco chiamato curacito, un derivato del curaro che serve a rilassare i muscoli e che, se assunto in alte dosi, è pericoloso e potenzialmente letale.
Nesset era entrato nella casa di riposo nel 1962; nel 1977 ne era diventato direttore e amministratore. Le uccisioni conosciute erano partite dal maggio 1977, nel momento in cui diventò direttore, ed erano finite nel novembre 1980. L'infermiere era rimasto per molto tempo insospettabile.

### Arresto
Quando fu arrestato per un interrogatorio, disse alla polizia che aveva comprato il curacito per uccidere un branco di cani randagi. Improvvisamente cambiò versione e disse di avere avvelenato 27 persone nell'arco di oltre 20 anni, a partire dal 1962. In breve tempo confessò altri omicidi: inizialmente erano 27, poi diventarono 46, poi più di 72; infine 138. In generale affermò che aveva fatto così tanti omicidi che non riusciva a ricordarseli tutti. 
Disse anche di avere commesso uccisioni in altri 3 istituti, ma ritrattò questa e altre dichiarazioni. Per le vittime non esprimeva preferenze.
Venne stilata una lista di 62 possibili vittime; molti corpi vennero esaminati; ma fu inutile, in quanto il curacito è molto difficile da rintracciare in un corpo, specialmente se passa molto tempo dall'assunzione. Il bodycount del killer è quindi parzialmente sconosciuto.
Il movente degli omicidi è quello tipico della quasi totalità degli Angeli della Morte: dalla sua confessione emerse che aveva ucciso i pazienti per la gioia di farlo, perché godeva nel guardarli morire, per misericordia verso la loro condizione di gente anziana e malata e perché il fatto di potere decidere se una persona potesse morire o no lo eccitava; lui stesso si considerava un “semi-dio”.

### Processo
L'inchiesta durò due anni e cinque mesi.
Quattro psichiatri che lo esaminarono dissero che l'imputato poteva sostenere il processo. Il giorno prima della prima udienza Nesset cambiò nuovamente versione e disse di essere innocente. Il processo si aprì comunque nell'ottobre del 1982. Gli avvocati della difesa provarono inutilmente a farlo passare come infermo di mente in base al suo movente. Il 18 marzo 1983 venne trovato colpevole di 22 delle 27/138 uccisioni di cui era sospettato, di appropriazione indebita di circa 1800 $ da cinque delle sue vittime e di un tentato omicidio. Fu condannato a scontare 21 anni di carcere, la pena massima consentita dalla legge in Norvegia. Gli erano anche stati dati altri 10 anni di detenzione preventiva, che non scontò mai.
Nesset uscì dal carcere nel 2004, dopo esattamente 21 anni. Nel momento in cui fu scarcerato si convertì al Cristianesimo. Pare stia vivendo in una località segreta in Norvegia sotto falso nome.